# イマノル・エルビティ
イマノル・エルビティ（Imanol Erviti、1983年11月15日 - ）は、スペイン、パンプローナ出身の自転車競技（ロードレース）選手。

## 経歴
2005年、ケス・デパーニュと契約を結びプロ転向。以後、同チームに在籍。
2006年
- ジロ・デ・イタリア初出場、総合81位。

2007年
- ブエルタ・ア・エスパーニャ初出場、総合62位。

2008年
- ブエルタ・ア・エスパーニャ第18ステージ勝利、総合99位。

2010年
- ブエルタ・ア・エスパーニャ第10ステージ勝利、総合78位。

2011年
- ブエルタ・ア・ラ・リオハ 優勝